# Pfalz type E

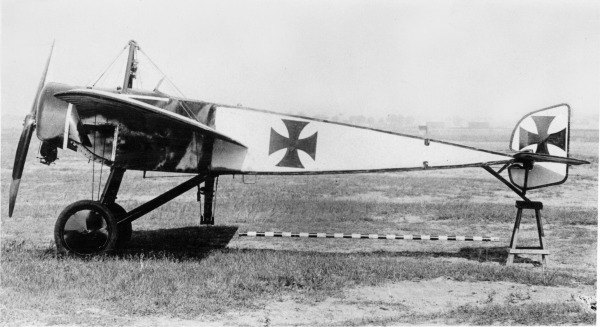
Pfalz E.I, illustrant le profil caractéristique des chasseurs Pfalz type E.

Les Pfalz type E sont une famille d'avions militaires de la Première Guerre mondiale conçus et fabriqués par Pfalz Flugzeugwerke. Avec les monoplans Fokker, ils font partie des premiers avions de chasse de l'histoire.
Les similitudes entre les Fokker et les Pfalz type E sont multiples : les deux types sont dérivés d'avions Morane-Saulnier conçus avant guerre et produits sous licence, les deux types sont dotés d'un système de synchronisation permettant de tirer à la mitrailleuse entre les pales de l'hélice. Cependant, les Pfalz diffèrent des Fokker sur le plan structurel et n'ont pas rencontré le même succès. Moins performants que les Fokker, les Pfalz type E sont également arrivés trop tard dans la guerre pour être exploités à leur plein potentiel et ont souffert d'une fragilité structurelle qui leur a donné la réputation d'avions dangereux et peu fiables.

## Conception
Fondée en 1913, l'entreprise Pfalz Flugzeugwerke est financée peu avant le début de la Première Guerre mondiale par le gouvernement du royaume de Bavière pour que ce dernier s'assure de l'équipement de ses forces aériennes, autonomes au sein de l'armée impériale allemande. Pour débuter sa production d'avions, Pfalz achète des licences de production de différents modèles, dont le Morane-Saulnier Type L et le type H. La version produite sous licence du type L est nommée Pfalz A.I, tandis que le même appareil doté d'un moteur de 100 chevaux devient le Pfalz A.II.
Les versions sous licence du Morane-Saulnier Type H, dont la conception n'a été que légèrement modifiée, sont équipées d'un moteur rotatif Oberursel U.0 de 7 cylindres pour 80 chevaux (une version sous licence du Gnome Lambda (en)) et deviennent le Pfalz E.I. Le résultat ne convainc pas tous les pilotes : le pilote d'essai (et Leutnant dans l'aviation allemande) Hellmuth Hirth refuse obstinément de l'essayer, ce qui lui vaut presque un passage en court martiale. Cependant, le futur as Otto Kissenberth (en) est satisfait par le modèle, qu'il utilise pour des missions de reconnaissance non armée dans un premier temps. Avec le succès du système de tir synchronisé inventé par Anthony Fokker en 1915, le E.I est modifié pour recevoir ce dernier. L'avion est donc équipé d'une mitrailleuse Maxim LMG 08/15 de 7,92 mm et est destiné à être utilisé comme avion de chasse aux côtés des Fokker Eindecker, desquels il est d'ailleurs très difficile à distinguer. Une première commande de Pfalz E.I est passée par l'armée impériale allemande en septembre 1915.
Le Pfalz E.I diffère des Fokker principalement sur le plan structurel : là où les Fokker ont un fuselage en tubes d'acier soudés, le E.I est construit avec une structure en poutre-caissons contreventées à section rectangulaire en bois. Le poste de pilotage est entouré de panneaux en contreplaqué tandis que le reste de la structure est simplement recouverte de tissu.

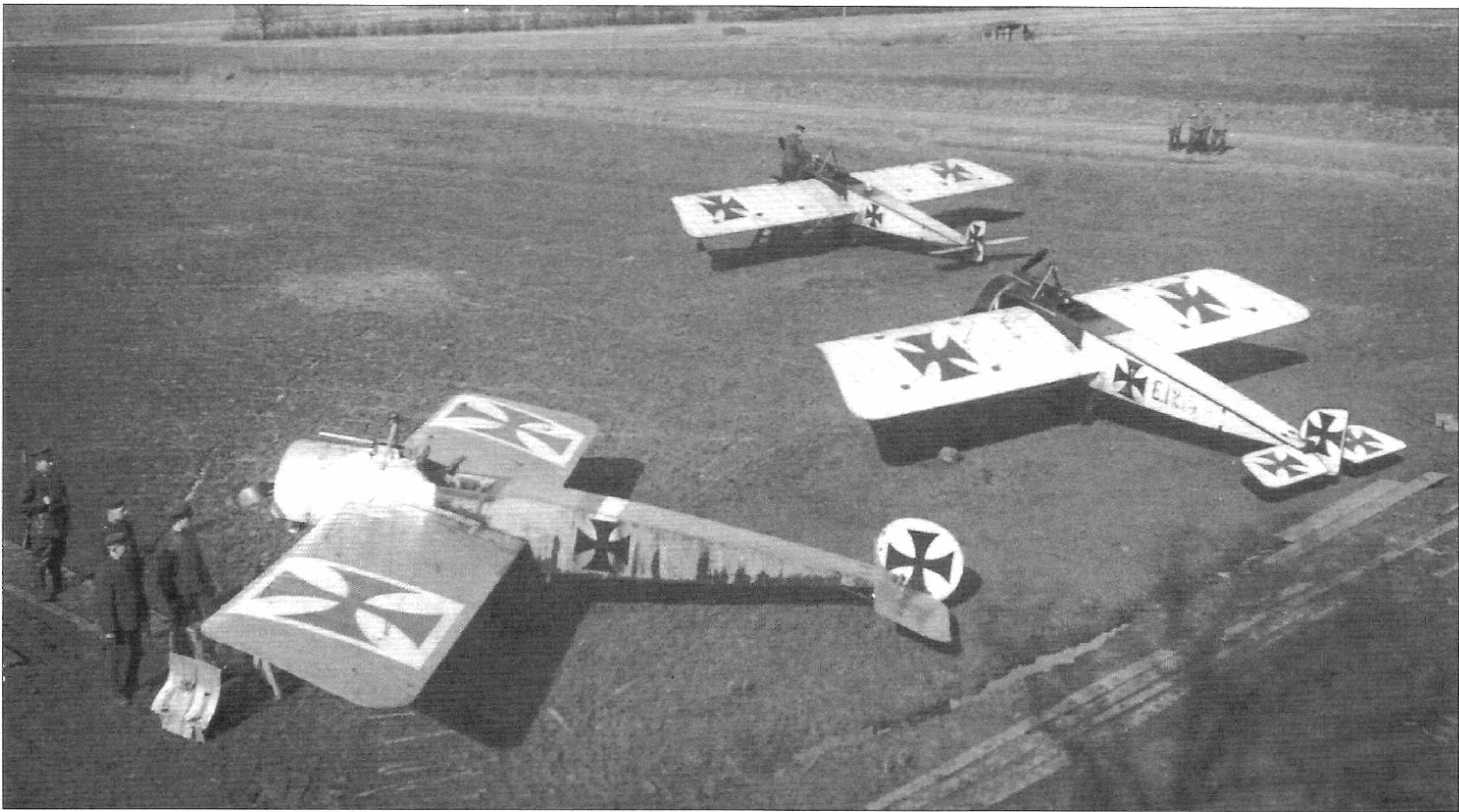
Fokker E.II (à gauche) et Pfalz E.I côte à côté sur un aérodrome du front de l'Est en 1915 ou 1916, montrant les différences entre les appareils. Les gouvernes ont des formes différentes, mais la différence la plus notable entre les types est la finition : le Fokker est en toile brute et en métal, tandis que les avions Pfalz sont peints en blanc avec des bordures noires, des capots et des fuselages avant noirs. Les avions Pfalz type E ont également des croix pattées sur leurs gouvernes de profondeur, alors que les Fokker n'en ont pas.

### Développement des Pfalz type E
Le Pfalz E.I donne lieu à une série de variantes. La première d'entre elles, le Pfalz E.II apparaît à peu près en même temps que le E.I, en septembre 1915. Il s'agit d'une version légèrement élargie et renforcée pour supporter un moteur Oberursel U.I de 100 chevaux, plus lourd que le U.0 de 80 chevaux original. En conséquence, le E.II bénéficie d'une vitesse et d'une vitesse ascensionnelle légèrement meilleure que le E.I. Le Pfalz E.III, lui, est une conversion du Pfalz A.II (un Morane-Saulnier Type L produit sous licence) auquel une mitrailleuse est ajoutée, différant donc du reste de la série. Cependant, en raison de performances décevantes, seuls 8 exemples arrivent au front à la fin de l'année 1915. Le Pfalz E.IV est une version rallongée du Pfalz E.II, dotée d'un moteur Oberursel U.III de 160 chevaux (et de 14 cylindres répartis en deux blocs). Il est également doté de deux mitrailleuses au lieu d'une pour les autres modèles. Des problèmes de refroidissement sur le deuxième bloc de cylindres entraînent un manque de fiabilité qui limite son déploiement au front. 46 E.IV sont fabriqués mais seulement cinq sont déployés au front en avril 1916, ce qui indique que le modèle a été rapidement retiré du service.
Le Pfalz E.V reprend le fuselage du E.IV en y incorporant un moteur Mercedes D.I de 6 cylindres et 100 chevaux. Lorsque le E.V passe ses essais en juillet 1916, il est mis en concurrence avec des biplans Halberstadt D.II, largement plus maniables et performants. Seuls 20 E.V sont commandés par l'armée, simplement pour continuer à faire tourner l'usine Pfalz. Le E.VI, enfin, est un E.II dont divers éléments de fuselage ont été améliorés. Passant ses essais en même temps que le E.V, le E.VI subit le même sort, mais n'atteint jamais le front : tous les exemplaires commandés sont utilisés comme avions d'entraînement.

## Histoire opérationnelle

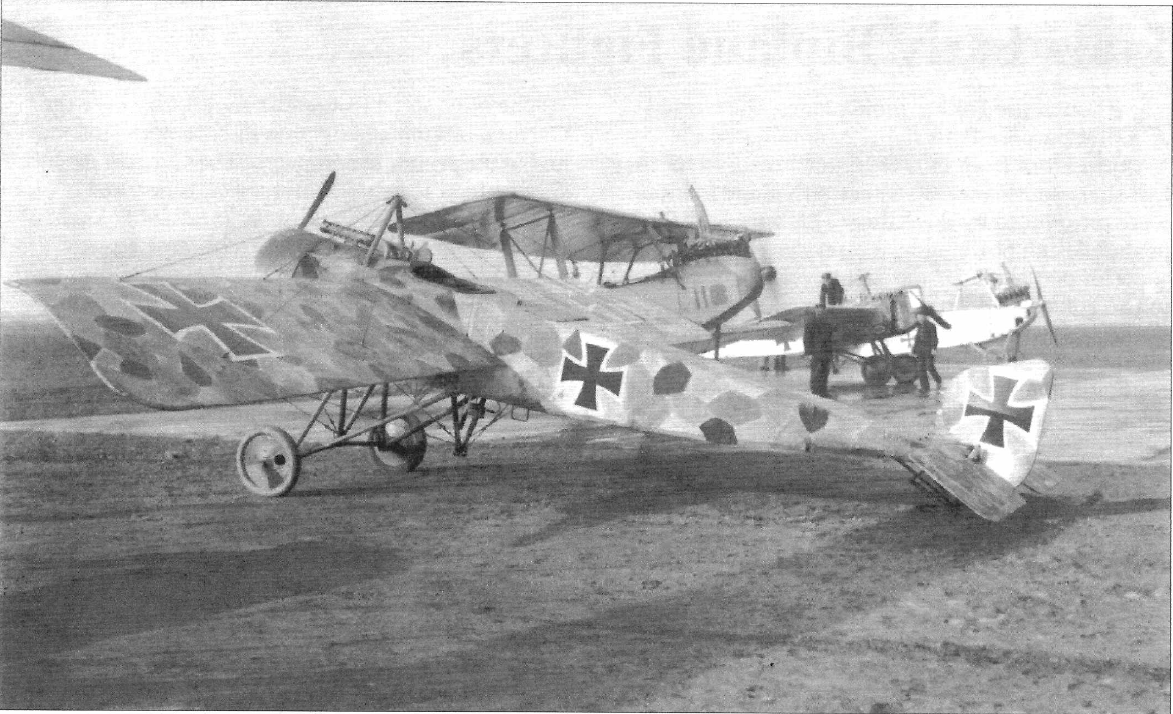
Pfalz E.VI doté d'un motif expérimental de camouflage fait de losanges peints à la main en 1916. Ce type de camouflage (sur du tissu fabriqué tel quel et non peint à la main) sera largement utilisé par l'Allemagne dans les deux dernières années de la guerre.

La production totale de chasseurs Pfalz type E entre septembre 1915 et mai 1916 atteint environ 269 appareils (le nombre précis de Pfalz E.III convertis à partir de Pfalz A.II est indéterminé mais 8 au maximum ont été déployés au front en même temps). Contrairement aux Fokker Eindecker déployés plus tôt en 1915, les chasseurs Pfalz sont peu appréciés des pilotes.
Les Fokker ont de meilleures performances, en particulier en ce qui concerne la vitesse ascensionnelle et sont plus manœuvrables et simples à piloter. Les Pfalz type E souffrent également d'une certaine fragilité structurelle : ils sont dérivés d'avions de sport conçus avant la guerre et notoirement fragiles. Les crash mortels sur les monoplans Pfalz sont communs, ce qui entraîne leur retrait complet en août 1916. La centaine d'appareils restants est cannibalisée pour fournir des pièces de rechanges pour d'autres modèles. L'impopularité des Pfalz type E est illustrée par une comparaison empreinte d'humour noir et répandue parmi les pilotes du type. En effet, les appareils Pfalz ont les angles et le bord des ailes soulignés de noir, tout comme les notices de décès dans la presse allemande, qui sont encadrées d'un liseré noir.

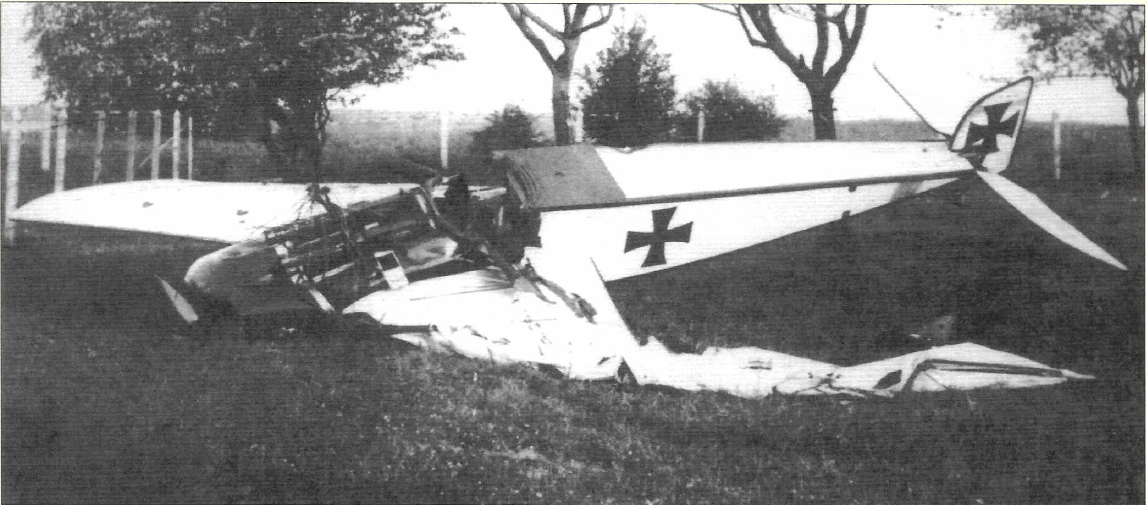
Carcasse du Pfalz E.IV de Rudolf Berthold, crashé le 25 avril 1916. L'as est grièvement blessé dans l'accident et son traitement déclenche chez lui une addiction aux narcotiques qui le suivra pour le restant de ses jours.

Les Pfalz type E arrivent également trop tard pour servir réellement à l'aviation allemande : introduits à la fin 1915, ils sont confrontés dès 1916 à des biplans bien plus modernes. Globalement, les Pfalz type E représentent un échec pour l'entreprise, qui n'a pas de remplaçants à proposer lorsque les type E sont retirés du front. Pfalz se voit donc obligé pour un temps de fabriquer des avions conçus par Luft-Fahrzeug-Gesellschaft.

## Caractéristiques
|                                              | E.I                                             | E.II                                                                   | E.III                                                               | E.IV                                            | E.V                           | E.VI                                                                                   |
| -------------------------------------------- | ----------------------------------------------- | ---------------------------------------------------------------------- | ------------------------------------------------------------------- | ----------------------------------------------- | ----------------------------- | -------------------------------------------------------------------------------------- |
| Dates de production et nombres d'exemplaires | septembre 1915 - novembre 1915 (45 exemplaires) | septembre 1915 - février 1916 (130 exemplaires)                        | Conversion d'appareils existants (au moins 8 exemplaires)           | décembre 1915 - février 1916 (46 exemplaires)   | février 1916 (20 exemplaires) | mai 1916 (20 exemplaires)                                                              |
| Moteur                                       | Oberursel U.0 (80 chevaux)                      | Oberursel U.I (100 chevaux)                                            | Oberursel U.I (100 chevaux)                                         | Oberursel U.III (160 chevaux)                   | Mercedes D.I (100 chevaux)    | Identiques au E.II avec quelques modifications mineures dans l'ingénierie du fuselage. |
| Envergure                                    | 9,20 m                                          | 10,20 m                                                                | 11,20 m                                                             | 10,20 m                                         | 10,20 m                       | Identiques au E.II avec quelques modifications mineures dans l'ingénierie du fuselage. |
| Corde                                        | 1,80 m                                          | 1,80 m                                                                 | ?                                                                   | 1,80 m                                          | 1,80 m                        | Identiques au E.II avec quelques modifications mineures dans l'ingénierie du fuselage. |
| Surface alaire                               | 14 m2                                           | 16 m2                                                                  | 18 m2                                                               | 16 m2                                           | 16 m2                         | Identiques au E.II avec quelques modifications mineures dans l'ingénierie du fuselage. |
| Longueur                                     | 6,30 m                                          | 6,45 m                                                                 | 6,85 m                                                              | 6,60 m                                          | 6,60 m                        | Identiques au E.II avec quelques modifications mineures dans l'ingénierie du fuselage. |
| Hauteur                                      | 2,55 m                                          | 2,55 m                                                                 | 3,40 m                                                              | 2,55 m                                          | 2,60 m                        | Identiques au E.II avec quelques modifications mineures dans l'ingénierie du fuselage. |
| Masse à vide                                 | 360 kg                                          | 410 kg                                                                 | 445 kg                                                              | 471 kg                                          | 510 kg                        | Identiques au E.II avec quelques modifications mineures dans l'ingénierie du fuselage. |
| Masse maximum                                | 500 kg                                          | 572 kg                                                                 | 705 kg                                                              | 694 kg                                          | 670 kg                        | Identiques au E.II avec quelques modifications mineures dans l'ingénierie du fuselage. |
| Vitesse maximale                             | 145 km/h                                        | 150 km/h                                                               | 150 km/h                                                            | 160 km/h                                        | 165 km/h                      | Identiques au E.II avec quelques modifications mineures dans l'ingénierie du fuselage. |
| Montée                                       | - 2 000 m : 9 minutes - 3 000 m : 23 minutes    | - 2 000 m : 7 minutes - 3 000 m : 12 minutes 30 - 4 000 m : 33 minutes | - 1 000 m : 3 minutes - 2 000 m : 11 minutes - 3 000 m : 23 minutes | - 2 000 m : 6 minutes 30 - 3 000 m : 10 minutes | ?                             | Identiques au E.II avec quelques modifications mineures dans l'ingénierie du fuselage. |